# راجر گراوا
راجر گراوا (انگلیسی: Roger Grava; ۲۶ آوریل ۱۹۲۲ – ۴ مهٔ ۱۹۴۹) بازیکن فوتبال اهل فرانسه بود.
از باشگاه‌هایی که در آن بازی کرده‌است می‌توان به باشگاه فوتبال بوردو، باشگاه فوتبال نانسی، باشگاه ورزشی آمیان، و باشگاه فوتبال تورینو اشاره کرد.